# Mathilde Becerra
Mathilde Becerra (* 14. srpna 1991 Toulouse) je francouzská reprezentantka ve sportovním lezení a mistryně Francie v lezení na obtížnost a v kombinaci.

## Výkony a ocenění
- 2016: mistryně Francie
- 2013,2014,2016,2017: nominace na prestižní mezinárodní závody Rock Master v italském Arcu

### Závodní výsledky
| Arco Rock Master | Arco Rock Master | Arco Rock Master | Arco Rock Master | Arco Rock Master |
| Rok              | 2013             | 2014             | 2016             | 2017             |
| ---------------- | ---------------- | ---------------- | ---------------- | ---------------- |
| Obtížnost        | —                | 7                | —                | —                |
| Duel             | 8                | 4                | 4                | 6                |

| Mistrovství světa | Mistrovství světa |
| Rok               | 2016              |
| ----------------- | ----------------- |
| Obtížnost         | 10-11             |

| Světový pohár      | Světový pohár | Světový pohár | Světový pohár  | Světový pohár     | Světový pohár | Světový pohár  | Světový pohár        | Světový pohár        | Světový pohár             | Světový pohár |
| Rok                | 2009          | 2010          | 2011           | 2012              | 2013          | 2014           | 2015                 | 2016                 | 2017                      | 2018          |
| ------------------ | ------------- | ------------- | -------------- | ----------------- | ------------- | -------------- | -------------------- | -------------------- | ------------------------- | ------------- |
| Obtížnost          | —             | 0             | 32-33          | 22                | —             | 20             | 10                   | 7                    | 13                        | 40            |
| jednotlivě*(0/0/0) | —             | ,35,          | ,12,20, 24,40, | ,10,26, 23,20,21, | —             | ,14,11, 12,17, | ,7,13,9, 16,4,16,14, | ,8,10,4, 17,6,13,10, | ,41,11,11,12, 18,48,16,8, | ,16, 47,29,   |
|                    |               |               |                |                   |               |                |                      |                      |                           |               |
| Bouldering         | 0             | —             | 94-98          | 0                 | —             | —              | —                    | 76                   | —                         | —             |
| jednotlivě*        | ,31,          | —             | ,29,           | ,46,              | —             | —              | —                    | ,29,                 | —                         | —             |
|                    |               |               |                |                   |               |                |                      |                      |                           |               |
| Kombinace          | —             | —             | 33             | —                 | —             | —              | —                    | 6                    | 37                        | —             |

* pozn.: nalevo jsou poslední závody v roce; v roce 2017 se počítala kombinace i za jednu disciplínu
| Mistrovství Evropy | Mistrovství Evropy | Mistrovství Evropy |
| Rok                | 2015               | 2017               |
| ------------------ | ------------------ | ------------------ |
| Obtížnost          | 10                 | 25                 |

| Mistrovství Francie | Mistrovství Francie | Mistrovství Francie |
| Rok                 | 2016                | 2017                |
| ------------------- | ------------------- | ------------------- |
| Obtížnost           | 1                   | 3                   |
| Kombinace           | 1                   |                     |

| Evropský pohár juniorů | Evropský pohár juniorů | Evropský pohár juniorů | Evropský pohár juniorů |
| Rok                    | 2008 kat. A            | 2009 juniorky          | 2010 juniorky          |
| ---------------------- | ---------------------- | ---------------------- | ---------------------- |
| Obtížnost              | x                      | 4                      | 5                      |
| jednotlivě*(0/1/2)     | ,17,                   | 5,,5,6,11              | 7,5-7,,5,              |

* pozn.: nalevo jsou poslední závody v roce